# Komunistyczna Partia Kanady

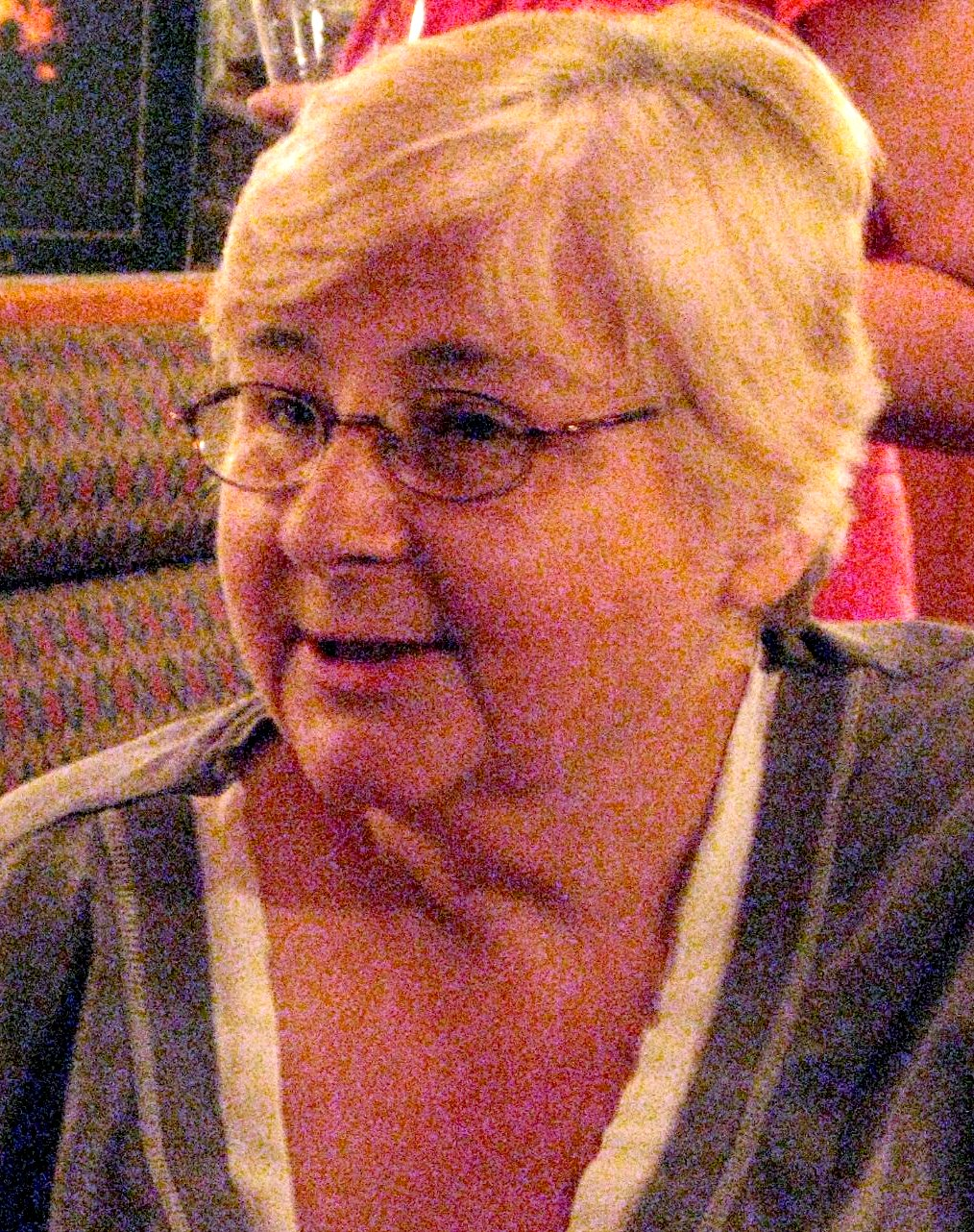
Elizabeth Rowley, aktualny lider Komunistycznej Partii Kanady

Komunistyczna Partia Kanady (ang. Communist Party of Canada) – partia polityczna działająca w Kanadzie i opierająca swój program na ideologii marksizmu i leninizmu.
Partia powstała w maju 1921 w Guelph (Ontario) jako konspiracyjna przybudówka do Robotniczej Partii Kanady i z czasem wchłonęła ją, stają się legalną organizacją. Historia partii jest typowa dla podobnych jej kanapowych organizacji. Partia rzadko wychodziła poza teoretyczną działalność. Największym jej osiągnięciem było wprowadzenie 19 posłów do Parlamentu Kanady w 1940 ze wspólnej listy związkowej oraz 20 w 1945 z listy progresywnych laburzystów Labor-Progressive Party. Aktywiści partyjni zaangażowani byli w organizowanie lewicowych związków zawodowych, które nigdy nie wyszły poza margines związkowego ruchu w Kanadzie. W czasie hiszpańskiej wojny domowej komuniści kanadyjscy zorganizowali batalion Mackenzie–Papineau Battalion w składzie Brygady im. Abrahama Lincolna, składający się z 1200 bojowników, który wziął udział w walkach w Hiszpanii.
W latach trzydziestych i czterdziestych XX wieku partia weszła w stalinowski system. Cierpiała wtedy na wszelkie choroby komunizmu - sekciarstwo, frakcyjność, czujność ideologiczną, walkę z odchyleniami, trockizmem i rewizjonizmem. W 1939 w związku z przystąpieniem Kanady do II wojny światowej, partia rozpoczęła agresywną, antywojenną, proniemiecką agitację, co spowodowało represje. Grupa działaczy (Mathew Popovich, Tom McEwan, Tom Hill, John Boychuk, Mike Golinsky, Sam Carr, Tom Cacic, Tim Buck i Malcolme Bruce) zostało aresztowanych i osądzonych na podstawie paragrafu 98 kanadyjskiego kodeksu karnego. Po ataku Niemiec na ZSRR wraz z całym światowym ruchem komunistycznym partia zmieniła front, włączając się do popierania wojny. Pewna liczba komunistów udała się na wojnę do Europy jako ochotnicy.
W wyniku rozpadu bloku wschodniego i Związku Radzieckiego oraz likwidacji Komunistycznej Partii Związku Radzieckiego ówczesny sekretarz generalny KPK George Hawison zdecydował o rozwiązaniu partii. Część jednak z jej członków, wierzących, że marksizm nie wypełnił jeszcze swej dziejowej misji, przejęła upadającą partię i podtrzymała jej działalność. Po upadku systemu komunistycznego na świecie, najbliższym sojusznikiem KPK jest Kuba. W 1966, 25 aktywistów partii przebywało na szkoleniu ideologicznym na Kubie.
Liderzy Komunistycznej Partii Kanady:
- Tim Buck: 1929–1964
- Leslie Morris: 1964–1966
- William Kashtan: 1966–1988
- George Hawison: 1988–1992
- Miguel Figueroa: 1992–2016
- Elizabeth Rowley: od 2016